# Dennis Cagara
Dennis Mengoy Cagara (Glostrup, 19 febbraio 1985) è un ex calciatore danese naturalizzato filippino, di ruolo difensore.

## Biografia
È nato a Glostrup da padre filippino e madre danese.

## Palmarès

### Club

#### Competizioni nazionali
- 3. Liga: 1

Karlsruhe: 2012-2013